# Prasias

Mapa con algunas de las principales ciudades de la antigua Argólida donde se aprecia la ubicación de Prasias al suroeste del golfo Argólico.

Prasias (en griego, Πρασιαί) es el nombre de una antigua ciudad griega que a veces es citada dentro de la región de Argólide y otras en la de Laconia.
Debió pertenecer a Laconia entre mediados del siglo VI y comienzos del siglo III a. C., y a partir de entonces pasó a pertenecer a Argólide.
Es mencionada por Tucídides en el marco de la guerra del Peloponeso. En el año 431 a. C. fue arrasada y saqueada por los atenienses bajo el mando de Pericles y en el año 414 a. C. fue nuevamente arrasada por otra expedición ateniense que acudió a ayudar a Argos puesto que los lacedemonios había devastado su territorio.
Fue una de las ciudades tomadas por un ejército espartano dirigido por Licurgo que invadió Argólida en el año 219 a. C.
Estrabón lo ubica entre las posesiones de los argivos y dice que pertenecía a la Anfictionía de siete ciudades que celebraban sacrificios en el santuario de Poseidón de Calauria.
Pausanias la cita con el nombre de Brasias como una de las ciudades de los eleuterolacones. La ubica en la costa, a 200 estadios de Cifanta. Relata una tradición según la cual la ciudad antes de había llamado Oreatas y cambió su nombre por Brasias porque allí había varado una caja en la cual Cadmo había introducido a Sémele y su hijo recién nacido, Dioniso. Se decía que allí había sido sepultada Sémele, y que había sido criado Dioniso por su nodriza Ino. Había un santuario de Asclepio y otro de Aquiles. Cerca de Brasias había un cabo donde había unas estatuas de bronce de un pie de tamaño: una representaba a Atenea y las otras se creía que podían ser los Dioscuros o los Coribantes.
Se localiza en unas ruinas que se hallan cerca de la población actual de Hagios Athanasios, cerca de Leonidio.